# Fazekas István (levéltáros)
Fazekas István (1964–) levéltáros, történész, a Eötvös Loránd Tudományegyetem habilitált docense.

## Életpályája
Középfokú tanulmányait 1982-ben a Czuczor Gergely Bencés Gimnáziumban végezte el, ezután jelentkezett az Eötvös Loránd Tudományegyetemre, történelem-könyvtár szakra. Az 1970-es évek végén, 1980-as évek elején olyanok társaságában, mint Takács Imre, Szilágyi Csaba vagy épp Szovák Kornél számított az elsők közöttinek az országban, akik egyházi iskolai háttérrel kerültek a Bölcsészettudományi Karra. Egyetemi évei alatt 6 szemeszteren át az Eötvös József Collegiumban is tanult. Az ELTE-t végül 1989-ben végezte el történelem-latin szakon.
Már egyetemi évei végén, 1988-ban elkezd dolgozni a Magyar Országos Levéltárban, ahol hat éven át tevékenykedik. Innen kerül 1995-ben a Bécsi Levéltár Magyar Levéltári Kirendeltségének delegátusi székébe, ahol is egészen 2014-ig dolgozott.
1997-ben szerzi meg PhD fokozatú doktori címét.
Bécsi Levéltári munkáját követően 2014-től az ELTE BTK Történeti Intézet Középkori és Kora Újkori Magyar Történeti Tanszékének oktatójaként dolgozik. Még ebben az évben habilitál.
Kutatási területei:
- Kora újkori magyar kormányzattörténet, egyháztörténet
- Habsburg-Oszmán kapcsolatok története a kora újkorban
- Egyetemjárás, peregrináció a kora újkori Magyarországon[2]

2015-ben a Magyar Érdemrend lovagkeresztjével tüntették ki.

## Fontosabb munkái
- Győr és a jezsuita rend a 17. században - Szereplők, érdekek, ellenérdekek, Szerk.: Fazekas-Kádár-Kökényesi (2017)
- Haus-, Hof- und Staatsarchiv magyar vonatkozású iratai (2015)
- A reform útján, Szerk.: Arató-Nemes-Vajk (2014)
- Magyar levéltárosok Bécsben, 1841–1918., Szerk.: Sipos (2004)
- A bécsi Pazmaneum magyarországi hallgatói 1623–1918 (2003)
- A Pázmáneum története az alapítástól a jozefinizmus koráig (1623–1784), Szerk.: Zombori (2002)